# Niko Tokić Kartelo
Niko Tokić Kartelo (rođen kao Željko Tokić; Zagreb, 1966.) hrvatski je poduzetnik i političar. 

## Životopis
Rođen je u Zagrebu 1966. godine. U ranoj mladosti obilježio ga je odlazak roditelja na rad u Njemačku. Iako je imao aspiracije prema pravnoj struci, rano se posvetio poduzetništvu. Tokić je vlasnik tri tvrtke, među kojima se ističe „Furnir drvni centar” sa stoljetnom tradicijom. Njegove tvrtke zapošljavaju oko 100 radnika, uključujući strane radnike. Značajan dio radnog iskustva stekao je u Njemačkoj, a bavio se i burzovnim trgovanjem. 
Oženjen je i otac dviju kćeri te djed četvero unučadi. Sa suprugom zajedno vodi obiteljske tvrtke bez angažiranja vanjskih menadžera. Promijenio je svoje ime iz Željko Tokić u Niko Tokić Kartelo, dodavši očevo ime i majčino prezime kao izraz poštovanja prema roditeljima.

## Politička karijera
U novije vrijeme pokazuje interes za društveno-politički angažman. Kandidirao se za gradonačelnika Zagreba na lokalnim izborima 2021. godine. Bio je na desetom i posljednjem mjestu s 0,39 % glasova.
Kandidirao se za predsjednika države na Hrvatskim predsjedničkim izborima 2024. s posebnim fokusom na tri područja: „demografija i migracije”, „obrana i nacionalna sigurnost” te „gospodarska diplomacija”. Zalaže se za reformu političkog sustava u smjeru veće društvene odgovornosti i mjerljivih rezultata. Uspio je osvojiti oko 11.800 glasova, ili 0,88 % sveukupnih glasova na izborima.